# Rydbergova konstanta
Rydbergova konstanta je fyzikální konstanta pojmenovaná po švédském fyzikovi Johannesu Rydbergovi. Představuje nejvyšší možný vlnočet (převrácená hodnota vlnové délky) elektromagnetického záření, které může vyzářit nejjednodušší atom – atom vodíku – v limitě nekonečné hmotnosti jádra.
Rydbergova konstanta a další příbuzné konstanty, jako Rydbergova frekvence, Rydbergova energie a Hartreeova energie mají zásadní význam ve spektroskopii.

## Definice
Definiční vztah a hodnota Rydbergovy konstanty je
{\displaystyle R_{\infty }={\alpha ^{2}m_{\mathrm {e} }c \over 2h}\,,}
kde {\displaystyle \alpha } je konstanta jemné struktury, {\displaystyle m_{\mathrm {e} }} je hmotnost elektronu, {\displaystyle c} je rychlost světla ve vakuu, {\displaystyle h} je Planckova konstanta.
Její hodnota je
{\displaystyle R_{\infty }=10\,973\,731{,}568\,157(12)\,\mathrm {m^{-1}} \,.}

## Příbuzné konstanty
S Rydbergovou konstantou úzce souvisí tzv. Rydbergova frekvence, což je největší možná frekvence světla, které může vyzářit atom vodíku. Její hodnotu dostaneme násobením Rydbergovy konstanty rychlostí světla
{\displaystyle R_{\infty }c=3{,}289\,841\,960\,2500(36)\cdot 10^{15}\,\mathrm {Hz} \,.}
Další úzce související veličinou, užívanou v atomové fyzice je tzv. Rydbergova energie
{\displaystyle R_{\infty }hc=2{,}179\;872\;361\;1030(24)\cdot 10^{-18}\,\mathrm {J} =13{,}605\;693\;122\;990(15)\,\mathrm {eV} \,,}
kde J značí jednotku joule, eV je elektronvolt. Významnost této konstanty se projevuje i v tom, že její hodnotou je definována speciální fyzikální jednotka energie (není jednotkou SI), používaná v atomové fyzice a spektroskopii, zvaná rydberg (značka "Ry"):
{\displaystyle 1\ \mathrm {Ry} \equiv R_{\infty }hc}
Dvojnásobek Rydbergovy energie se nazývá Hartreeova energie (značka Eh)
{\displaystyle E_{\mathrm {h} }=2hcR_{\infty }=4{,}359\;744\;722\;2060(48)\cdot 10^{-18}\,\mathrm {J} =27{,}211\;386\;245\;981(30)\ \mathrm {eV} \,.}

## Další vztahy
Rydbergova konstanta resp. Hartreeova energie může být vyjádřena také následujícími vztahy.
{\displaystyle R_{\infty }={\frac {\alpha ^{2}m_{e}c}{4\pi \hbar }}={\frac {\alpha ^{2}}{2\lambda _{e}}}\ }
a
{\displaystyle hcR_{\infty }=m_{e}c^{2}{\frac {\alpha ^{2}}{2}}={\frac {hc\alpha ^{2}}{2\lambda _{e}}}={\frac {hf_{C}\alpha ^{2}}{2}}={\frac {\hbar \omega _{C}}{2}}\alpha ^{2}={\dfrac {\hbar ^{2}}{2m_{e}a_{0}^{2}}},}
kde
- {\displaystyle h\!} je Planckova konstanta,
- {\displaystyle \hbar ={\frac {h}{2\pi }}} je redukovaná Planckova konstanta,
- {\displaystyle c} je rychlost světla ve vakuu,
- {\displaystyle \alpha \!} je konstanta jemné struktury,
- {\displaystyle \lambda _{e}={\frac {h}{m_{e}c}}} je Comptonova vlnová délka elektronu,
- {\displaystyle f_{C}={\frac {m_{e}c^{2}}{h}}} je Comptonova frekvence elektronu,
- {\displaystyle \omega _{C}=2\pi f_{C}} je Comptonův úhlový kmitočet elektronu,
- {\displaystyle a_{0}={\frac {4\pi \varepsilon _{0}\hbar ^{2}}{e^{2}m_{e}}}} je Bohrův poloměr.

Druhá rovnice je důležitá, protože jde koeficient energie atomových orbitalů atomu vodíku: {\displaystyle E_{n}=-hcR_{\infty }{\frac {1}{n^{2}}}}.